# Myślina (Ukraina)
Myślina (ukr. Мислина, Mysłyna) – wieś na Ukrainie, w obwodzie wołyńskim, w rejonie kowelskim. W 2001 roku liczyła 42 mieszkańców.